# Geografia de Canoas
A geografia de Canoas, no Rio Grande do Sul, é bem diversificada. A paisagem dominante é a da zona urbana, mas em alguns pontos isolados da cidade pode-se encontrar florestas, grandes bosques e um cenário parecido com os semi-desertos. A zona rural do município é mínima e deve desaparecer em poucos anos. 

## Clima

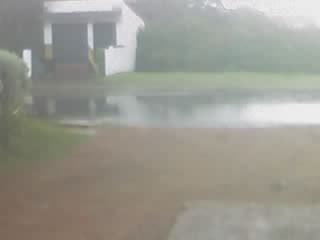
Chuva torrencial no bairro Igara.

O clima de Canoas é subtropical e temperado. A média anual das temperaturas máximas é de 24°C e a média das temperaturas mínimas é de 15°C. No verão, chega a atingir 40°C, máxima absoluta. No inverno, atinge baixas temperaturas, sendo a mínima absoluta de -1°C. Há pouca incidência de geadas.
A temperatura de Canoas é bem parecida com a de Porto Alegre apenas com algumas modificações.

### Verão
Todos os verões em Canoas são quentes. As temperaturas ficam a estação inteira entre os 23°C aos 40°C.

### Outono
O outono na cidade é marcado pela alta concentração de chuva. As temperaturas ficam entre os 13°C aos 25°C.

### Inverno
Atualmente o inverno tem castigado os canoenses com temperaturas baixas. Sendo a mínima absoluta de -3°C, com sensações térmicas variadas.

### Primavera
A primavera é lembrada pelos canoenses como uma estação muito chuvosa. No dia 7 de Novembro de 2005 a cidade ficou "inundada" pela água, vários bairros tiveram suas ruas alagadas. O motivo do alagamento foi a concentração anormal de chuva no dia e o entupimento de bueiros.
| Mês                  | Jan | Fev | Mar | Abr | Mai | Jun | Jul | Ago | Set | Out | Nov | Dez |
| -------------------- | --- | --- | --- | --- | --- | --- | --- | --- | --- | --- | --- | --- |
| Maior Temperatura°C  | 31  | 31  | 28  | 26  | 22  | 19  | 19  | 20  | 21  | 23  | 27  | 29  |
| Menor Temperatura °C | 19  | 21  | 19  | 17  | 10  | 8   | 9   | 11  | 12  | 13  | 17  | 20  |
| Source: BBC Weather  |     |     |     |     |     |     |     |     |     |     |     |     |

## Hidrografia

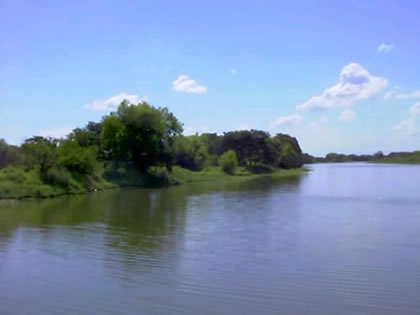
Ilha das Garças em Canoas.

O município é banhado pelo rio dos Sinos (Canoas - Nova Santa Rita) e rio Gravataí (Canoas - Porto Alegre). Arroios: Araçá, Brigadeira, das Garças e Sapucaia.
O Arroio Araçá tem a sua principal nascente na Fazenda Guajuviras e desemboca no Arroio das Garças. Cruza vários bairros da cidade, a céu aberto ainda em sua maior parte do curso, porém, está sendo canalizado a medida que o desenvolvimento urbano vem se impondo. Em algumas partes o arroio conserva a natureza original sendo que, tanto a flora como a fauna, vem sendo agredida pela poluição e pelos resíduos sólidos urbanos. É uma das raras áreas que mostram porque Canoas de antigamente foi uma preferida estação de veraneio.

### Ilha das Garças
O município de Canoas tem uma ilha em sua área territorial, denominada Ilha das Garças. Fica localizada próximo ao local onde a companhia Riograndense de Saneamento (Corsan) faz a captação de água para abastecer o município. O espaço faz parte do Parque Estadual do Delta do Jacuí e é considerado zona de reserva biológica desde 1979, quando foi redigido o Plano Básico do Parque Estadual Delta do Jacuí.
Na ilha, não é permitida a instalação de moradias ou qualquer outro tipo de estrutura predial. Conforme o gerente de Implantação do Parque Estadual Delta do Jacuí, Gerson Bruss, o último levantamento da Fundação Zoobotânica constatou que a determinação está sendo cumprida. A Ilha das Garças está desabitada. Nestes locais, os conflitos entre a presença humana e a preservação ambiental é muito forte.
Com 286 hectares, a Ilha das Garças é banhada pelo Arroio das Garças e a foz do rio Gravataí. O ambiente é típico do Parque do Delta do Jacuí, com vegetação de banhado, como juncos, capim-canivão e aguapés. Porém, a qualidade das águas próximas à Ilha é problemática, devido à poluição do rio Gravataí.

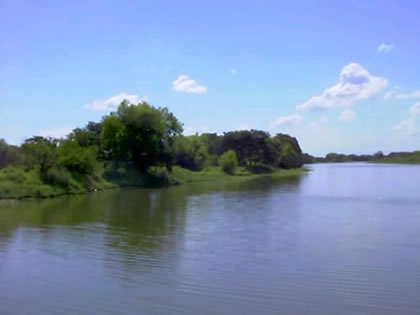
Ilha das Garças

Os animais que vivem na região são variados. A Secretaria Estadual do Meio Ambiente (Sema) contabilizou 210 espécies de aves, 32 de mamíferos, 78 de peixes e 18 de répteis.
Entre as aves, as mais comuns são a águia-pescadora, o cardeal do banhado e a garça branca grande. A última dá nome à ilha e é presença constante em toda a margem do rio Gravataí e arredores. O gerente de Implantação do Parque acredita que deveria existir um ninhal de garças no local. Ele não descarta a hipótese de ainda haver ninhos de aves na ilha. A lontra é o mamífero mais comum no Delta do Jacuí. Dos répteis, a espécie mais conhecida é o jacaré de papo amarelo. O animal está ameaçado de extinção. Jundiá, piava e pintado são alguns dos peixes que habitam os rios da região.
A Ilha das Graças já serviu de moradia para alguns “corajosos”, que tentaram vencer os desafios da natureza. O presidente da Associação Canoense de Proteção Ambiental (Ascapan), Henrique Frank, comenta que a ilha tem suas defesas próprias, expulsando os humanos que insistem em utilizar seu espaço como residência. No inverno, a área é alagadiça. No verão, o calor é insuportável e existem muitos [osquitos no local.

## Orografia

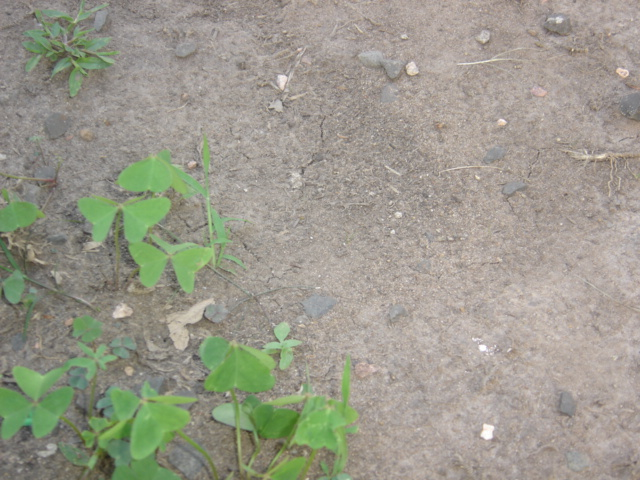
Solo Canoense

O solo canoense é formado por várzeas e coxilhas areníticas do sistema da campanha bordejam a cidade e são revestidas de capões e campos limpos. Predominam solos derivados de sedimentos aluviais recentes, mal drenados, ácidos, pobres em nutrientes e bastante influenciados pela presença de água.

## Vegetação

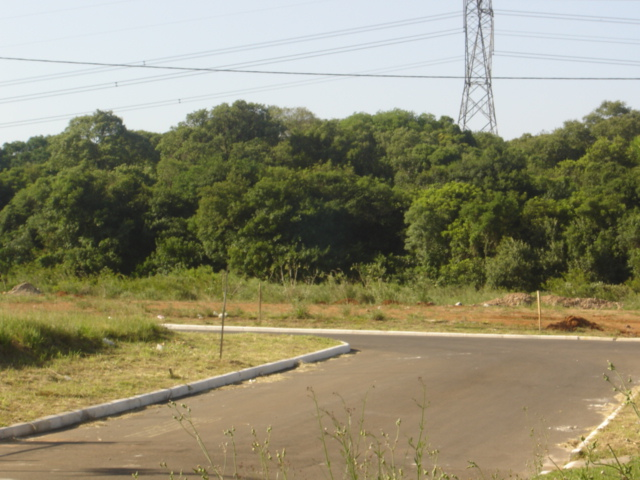
Vegetação típica

Foram famosos os capões nativos que outrora fizeram de Canoas bela e preferida estação de veraneio. Constituídos geralmente de aroeira, cedro, louro, guajuvira e outras espécies, a vegetação classifica-se em: campestre, silvática e palustre. Com o intenso desenvolvimento industrial, Canoas teve sua vegetação original alterada.
Atualmente a superfície de Canoas apresenta poucas áreas de vegetação nativa. Em 1892, o cientista sueco Lindmann classificou a região como "Savana com raros capões". A paisagem de Canoas transformou-se com a ação do homem e os capões deixaram de existir para dar origem as áreas urbanizadas e industriais, restando alguns deles como o Capão do Corvo, transformado no Parque Getúlio Vargas.

## Abastecimento e eletricidade

### Água
O sistema de abastecimento da cidade de Canoas é feito pela Corsan, de forma integrada com dois outros sistemas: o de Esteio e Sapucaia, e o de Cachoeirinha e Gravataí, através da captação de água no Arroio das Garças, em Canoas, e no rio dos Sinos, em Esteio.
A água coletada é então levada até 3 Estações de Tratamento de Água (ETA), duas delas em Canoas (ETA Niterói e ETA Base Aérea) e uma em Esteio (ETA Esteio).

### Eletricidade
A Companhia Estadual de Energia Elétrica (CEEE) possui uma substação no bairro Mathias Velho, e através da AES Sul essa energia elétrica é distribuída por toda a cidade de Canoas.

## Agricultura
Incentivo maior é dado à produção de hortifrutigranjeiros. Outros produtos também são cultivados, como arroz e aipim.

## Pecuária
Limita-se à criação de suínos, bovinos (de corte e leite) e uma pequena quantidade de búfalos.